# Cricoide

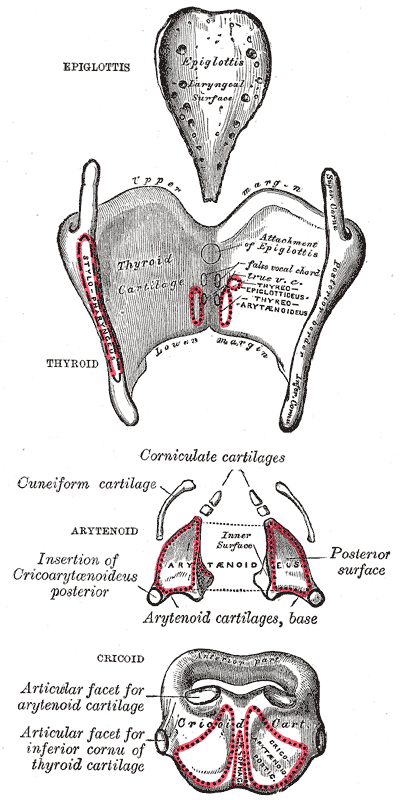
Cartílags de la laringe.

El cartílag cricoide, o simplement cricoide (del significat del grec krikoeides que vol dir 'amb forma d'anell'), sembla realment un anell de segellar amb una mena d'arc situat en la part anterior.
Es localitza en el coll, directament damunt de la tràquea i forma la base de la laringe. La superfície posterosuperior del cartílag cricoide proporciona també superfícies d'articulació per als dos cartílags aritenoides.
Està sota el cartílag tiroide al coll, i s'uneix a ell mitjançant el lligament cricotiroïdal i posterolateralment per la unió cricotiroïdal. Éstà també relacionat anatòmicament amb la glàndula tiroide, més concretament amb els dos lòbuls de la glàndula.
El cricoide s'uneix als anells traqueals mitjançant el lligament de cricotraqueal. L'arc anterior del cricoide es pot palpar exteriorment per sota la nou del coll i és més gruixut i sobresurt més que els anells de la tràquea que venen a continuació.
La funció del cricoide és donar suport a diversos músculs, cartílags, i lligaments implicats en l'obertura i tancament de la ruta aèria i en la producció de la veu.
És un cartílag hialí i amb el temps es calcifica i ossifica, com succeeix en la vellesa.

## Imatges addicionals

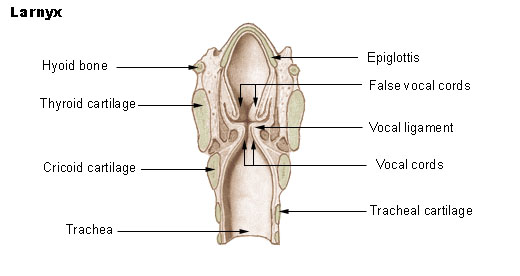
Laringe.
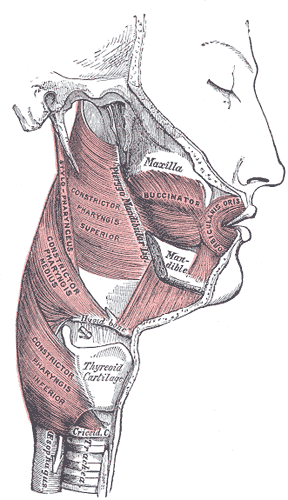
Músculs de la faringe i la galta.
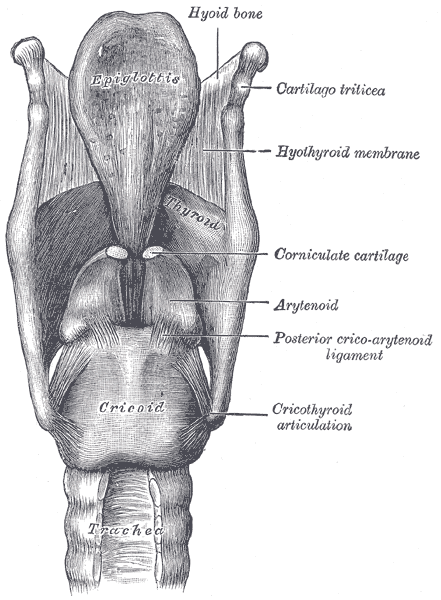
Lligaments de la laringe. Vista posterior.
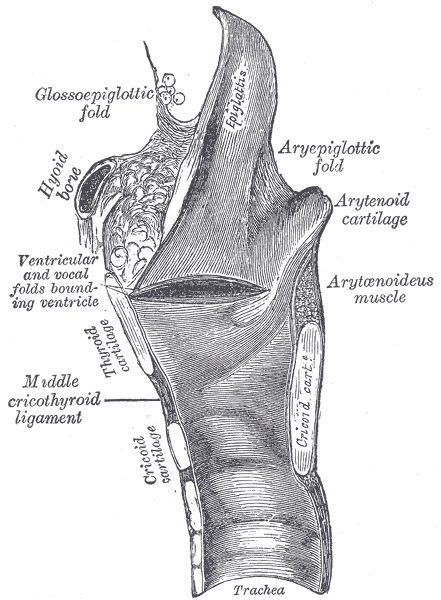
Secció sagital de la laringe i part superior de la tràquea.
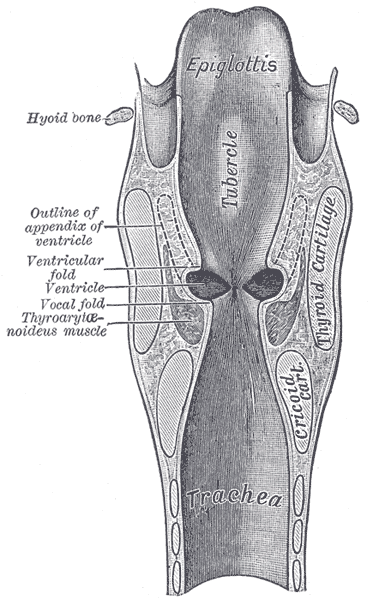
Secció coronal de la laringe i part superior de la tràquea.
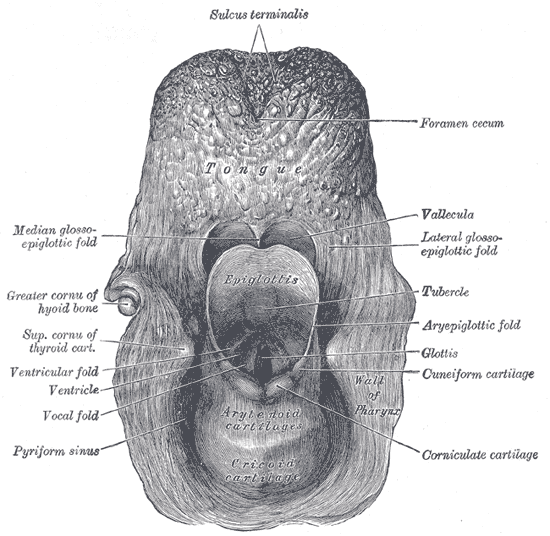
Entrada a la laringe, vista posterior.
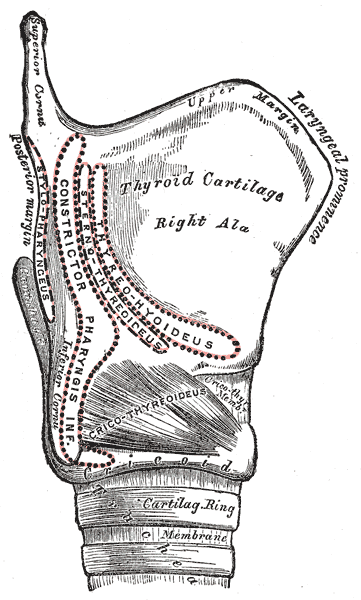
Vista lateral de la laringe, mostrant insercions musculars.
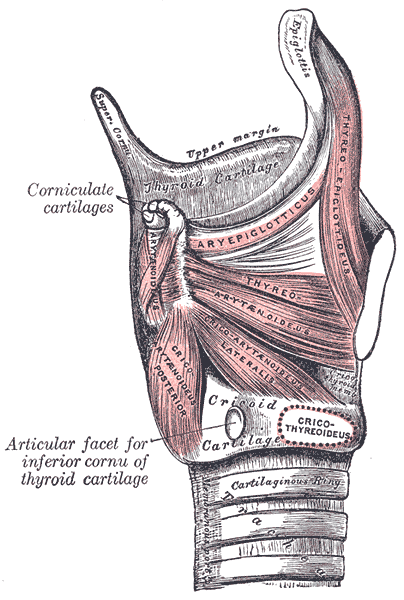
Músculs de laringe. Vista lateral sense la lamina dreta del cartílag tiroide.
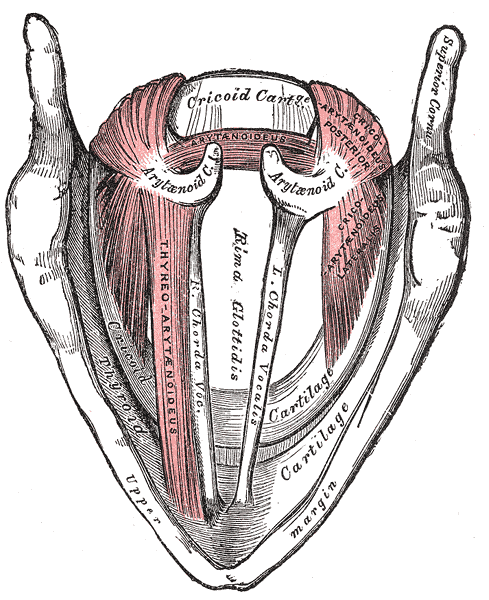
Músculs de laringe. Vista superior.
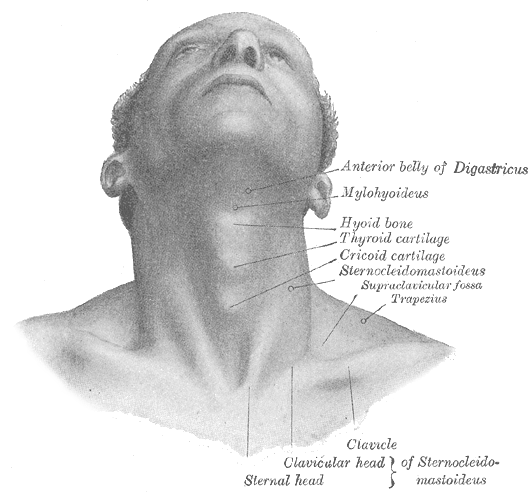
Coll. Vista anterior.
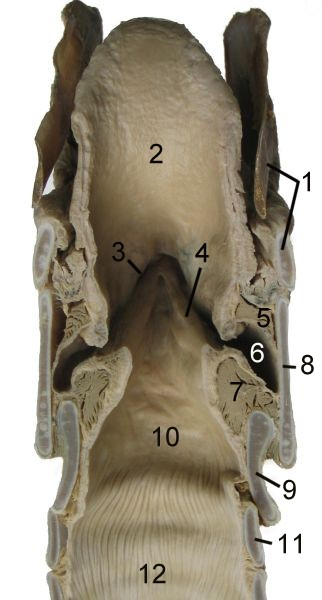
Laringe d'un cavall. Tall.